# Timothy Truman
Timothy Truman (né le 9 février 1956) est un auteur américain de bande dessinée dont le style est marqué par l'influence des pulps. Il a notamment illustré GrimJack pour First Comics, sur scénario de John Ostrander. 
Il a étudié à la Joe Kubert School of Cartoon and Graphic Art (en).

## Biographie
Timothy Truman naît le 9 février 1956. En 1981, il sort de l'école d'art de Joe Kubert. Il commence par travailler pour DC Comics où il s'occupe des décors de la série Sgt. Rock. Il travaille aussi pour le circuit indépendant, d'abord en dessinant la série Grimjack scénarisée par John Ostrander et parue en 1983 dans l'anthologie Starslayer. Il crée en 1985 la série Scout qui se déroule dans une Amérique post-apocalyptique. Il continue à travailler pour DC où il participe à la recréation de Hawkman dans la série Hawkworld. Puis il se spécialise dans le western avec des albums comme Wilderniss qu'il auto-édite ou des séries comme Jonah Hex, scénarisé par Joe R. Lansdale et publié par DC. Toujours avec Lansdale il adapte la série Lone Ranger et la série dérivée Tonto publiées par Topps Comics. Son nom se retrouve chez plusieurs éditeurs dans les années 1990 : Valiant Comics avec Turok, Dark Horse Comics pour des adaptations de Star Wars et toujours DC avec des séries comme The Kents. 

## Publications
- Scout, vol1 & vol 2, #1-16 (Eclipse Comics /Dynamite Entertainment)
- GrimJack, First Comics
- Airboy, Scout, Prowler, The Spider pour Eclipse Comics.
- Hawkworld, The Kents, The Black Lamb, Guns of the Dragon pour DC Comics
- Turok: Dinosaur Hunter pour Valiant Comics
- Jonah Hex: Two Gun Mojo, #1-5, (1994) (1994) (Joe R. Lansdale, Timothy Truman et Sam Glanzman) (DC Comics)
- Jonah Hex: Shadows West #1-5 (1999) (Vertigo Comics)
- Tarzan, Star Wars et Conan pour Dark Horse Comics.
- Conan and the Songs of the Dead (2006) (avec Joe R. Lansdale) #1-5, (Dark Horse Comics)
- Dead Folks (1997), 1-4 (avec Joe R. Lansdale) Avatar Press
- Retour à Ruisselac, Rose Estes, Solar, Les quêtes sans fin (n 5)[2].

## Prix
- 1991 :  Prix Haxtur de la meilleure histoire longue pour Hawkworld